# 浜浦徹
浜浦 徹（はまうら とおる、1952年8月22日 - ）は、大分県津久見市出身の元プロ野球選手（投手）。
NPBとMLBによる史上初の日米間の国際トレードを経験した。

## 来歴・人物
津久見高では3年次の1970年、春の選抜にエースとして出場。1回戦で米子東高に完封勝利したが、2回戦では千葉商の永島時郎（日本通運）、高浦美佐緒のバッテリーに抑えられ惜敗。同年夏の甲子園予選は故障で登板できず、中九州大会決勝で、エース小川清一を擁する大分商に敗退。1学年下のチームメートに橘健治、岩井隆之がいた。
同年のドラフト2位でロッテオリオンズに入団し、1年目の1971年にはアリゾナキャンプでメジャーリーガーを相手に物怖じせず、速球を投げる姿に一躍首脳陣は大喜びした。「さすが金の卵。今年の新人王の最有力候補」と騒がれ、濃人渉監督の構想にも「シーズン初めはファームでじっくり育てて、投手がばててくる夏場には一軍に上げよう」と浜浦の名は刻み込まれたほどであったが、浜浦はキャンプの構想より早いピッチで一軍再登板を目前にし、イースタン・リーグで2勝をマーク。勢いに乗って4月18日の東映戦（後楽園）で初登板を果たすが、リリーフに出た1イニングだけで2安打1失点と打ち込まれた。5月下旬の練習中に右肘を痛め、ファームで再調整となり、コントロールと変化球のレパートリーを増やす特訓を受けた。「もう大丈夫です。カーブだってストライクを取れる。スライダーもシュートも放れます」という浜浦に中西勝己二軍投手コーチも「ナイターなら一軍でも速球とカーブで5回ぐらいなら持つだろう」と見ていた矢先の右肘痛で、3週間休んで鍼治療とマッサージを受けた。実戦復帰となったイースタンのヤクルト戦ではコントロールがなくなり、また腕が縮んだ。その後は3連勝し、通算5勝0敗という好成績で再び大物ぶりを見せ、5勝目を飾った8月24日の巨人戦（宇部）では、立ち上がりに2本の本塁打を打たれたが、3回から立ち直って見事な完投勝ちを挙げる。ジュニアオールスターにも出場するが、一軍登板は1試合だけであった。
同年10月のアリゾナ教育リーグで渡米して好投。試合を見ていたマイナーリーグ3Aフェニックス・ジャイアンツ関係者に高評価され、ブルペンでピッチングしているところは、メジャーリーグのサンフランシスコ・ジャイアンツ関係者が一目惚れした。
2年目の1972年春にサンフランシスコ・ジャイアンツに野球留学していた際、ジャイアンツがロッテに譲渡を申し入れる。ロッテ側は交換トレードなら応じると回答したことから、初の日米間の交換トレードとしてフランク・ジョンソンとの交換でフェニックス・ジャイアンツに移籍。大洋から移籍した高橋重行とチームメイトになり、現地では同じアパートで暮らした。アメリカでは1Aフレスノに所属し、奪三振王に輝き2年連続で10勝した。
その後は1974年に太平洋クラブライオンズへ移籍し、日本球界に復帰した。太平洋クラブ入団時は長髪にサングラスという風貌で、本人曰く「当時はアメリカかぶれしていた」という。速球に威力があり先発陣の一角として起用され、8月29日の日本ハム戦（神宮）で初勝利を挙げたが、浜浦は6回から救援を仰いだ田中章のピッチングに一喜一憂した。6回表一死から白仁天に2ラン本塁打を喫して降板したにもかかわらず、ベンチから出ようともせず、ゲームを見つめ通しであった。7回には1点差に追い上げられて初勝利が危うくなると、ベンチで落ち着かなくなり、稲尾和久監督から「少しはジッとして座っとらんか」と怒られる始末であった。8回に梅田邦三の適時打が出て勝利が決定的となった瞬間、喜んだ浜浦は思わずベンチの天井に頭をぶつけてしまった。同年の日米野球では太平洋・巨人連合チームの一員として試合に出場。11月16日の第15戦（平和台）に3番手で登板し、ニューヨーク・メッツを相手に見事勝利投手となった。
右オーバースローからのストレート、カーブ、スライダー、チェンジアップを武器としたが、その後は制球力に課題があって伸び悩む。球団が西武に変わった1979年は開幕から二軍暮らしが続き、8月22日の近鉄戦（日生）でシーズン初登板を果たすも、2イニングを投げてクリス・アーノルド、梨田昌孝、栗橋茂に本塁打を浴びるなど自責点5であった。同27日の日本ハム戦（西武）では、投手でありながら野村克也の代走として起用されると、その後も同30日のロッテ戦（西武）では長谷川一夫、9月9日の阪急戦（西武）でも再び長谷川の代走として出場した。本職の投手としては、チームが一方的にリードされた展開での登板に限られた。この年は、6試合のみの登板も全ての試合で失点し、投球回数12イニングを上回る14失点で自責点は11であった。1980年は7月1日のロッテ戦（西武）で投手でありながら田淵幸一、同27日の南海戦ダブルヘッダー第1試合（大阪）でも大田卓司の代走として起用され、浜浦自身6年振りとなる得点も記録。本職の投手としては、8月1日の南海戦（西武）でシーズン初登板するが、4番手として4点リードされた7回から登板も2失点し1イニングで交代。続く同11日の日本ハム戦（後楽園）では3番手として5点リードされた7回から登板するが、7回、8回にそれぞれ1失点し、防御率は12点台まで悪化し二軍へ降格。そのままシーズンを終え、この年限りで西武を退団。
1981年に古巣・ロッテに復帰するが、一軍登板の機会はなく同年限りで現役を引退。
引退後は佐川急便に入社し、九州ローカルセンター所長を務めた。

## 詳細情報

### 年度別投手成績
| 年 度    | 球 団                | 登 板 | 先 発 | 完 投 | 完 封 | 無 四 球 | 勝 利 | 敗 戦 | セ 丨 ブ | ホ 丨 ル ド | 勝 率 | 打 者 | 投 球 回 | 被 安 打 | 被 本 塁 打 | 与 四 球 | 敬 遠 | 与 死 球 | 奪 三 振 | 暴 投 | ボ 丨 ク | 失 点 | 自 責 点 | 防 御 率 | W H I P |
| -------- | -------------------- | ----- | ----- | ----- | ----- | -------- | ----- | ----- | -------- | ----------- | ----- | ----- | -------- | -------- | ----------- | -------- | ----- | -------- | -------- | ----- | -------- | ----- | -------- | -------- | ------- |
| 1971     | ロッテ               | 1     | 0     | 0     | 0     | 0        | 0     | 0     | --       | --          | ----  | 6     | 1.0      | 2        | 0           | 1        | 0     | 0        | 1        | 0     | 0        | 1     | 1        | 9.00     | 3.00    |
| 1974     | 太平洋 クラウン 西武 | 20    | 7     | 1     | 0     | 0        | 4     | 2     | 0        | --          | .667  | 352   | 84.1     | 61       | 9           | 42       | 1     | 4        | 63       | 2     | 1        | 35    | 32       | 3.43     | 1.22    |
| 1975     | 太平洋 クラウン 西武 | 28    | 12    | 2     | 0     | 0        | 2     | 8     | 0        | --          | .200  | 520   | 114.1    | 120      | 19          | 62       | 0     | 5        | 57       | 1     | 1        | 67    | 63       | 4.97     | 1.59    |
| 1976     | 太平洋 クラウン 西武 | 22    | 14    | 1     | 0     | 0        | 4     | 7     | 1        | --          | .364  | 372   | 81.2     | 97       | 8           | 34       | 0     | 5        | 32       | 4     | 1        | 63    | 60       | 6.59     | 1.60    |
| 1977     | 太平洋 クラウン 西武 | 14    | 2     | 0     | 0     | 0        | 0     | 2     | 0        | --          | .000  | 163   | 37.0     | 43       | 3           | 20       | 0     | 1        | 19       | 2     | 0        | 21    | 20       | 4.86     | 1.70    |
| 1978     | 太平洋 クラウン 西武 | 10    | 7     | 0     | 0     | 0        | 1     | 3     | 0        | --          | .250  | 127   | 26.0     | 36       | 4           | 16       | 0     | 0        | 11       | 1     | 0        | 25    | 19       | 6.58     | 2.00    |
| 1979     | 太平洋 クラウン 西武 | 6     | 0     | 0     | 0     | 0        | 0     | 0     | 0        | --          | ----  | 57    | 12.0     | 12       | 6           | 7        | 0     | 0        | 9        | 0     | 0        | 14    | 11       | 8.25     | 1.58    |
| 1980     | 太平洋 クラウン 西武 | 2     | 0     | 0     | 0     | 0        | 0     | 0     | 0        | --          | ----  | 17    | 3.0      | 5        | 0           | 1        | 0     | 2        | 0        | 0     | 0        | 4     | 4        | 12.00    | 2.00    |
| 通算:8年 | 通算:8年             | 103   | 42    | 4     | 0     | 0        | 11    | 22    | 1        | --          | .333  | 1614  | 359.1    | 376      | 49          | 183      | 1     | 17       | 192      | 10    | 3        | 230   | 210      | 5.26     | 1.56    |

- 各年度の太字はリーグ最高
- 太平洋（太平洋クラブライオンズ）は、1977年にクラウン（クラウンライターライオンズ）に、1979年に西武（西武ライオンズ）に球団名を変更

### 背番号
- 14 （1971年）
- 19 （1974年 - 1977年）
- 13 （1978年 - 1981年）